# Cynodontium polycarpon
Cynodontium polycarpon (oft auch als Cynodontium polycarpum bezeichnet; deutsch Vielfrüchtiger Hundszahn oder Vielfrüchtiges Hundszahnmoos) ist eine Laubmoos-Art aus der Familie Oncophoraceae.

## Merkmale
Cynodontium polycarpon bildet lockere, grüne, bis 4 Zentimeter hohe Polsterrasen. Die Blätter sind linealisch-lanzettlich, lang zugespitzt und haben umgerollte, oben zweizellschichtige und gezähnte Blattränder. Die oberen Laminazellen sind quadratisch und mamillös, die unteren rechteckig.
Die Sporenkapsel auf der rötlichen Seta ist aufrecht bis geneigt, verlängert-eiförmig und im entleerten Zustand tief längs gefurcht. Die Art fruchtet sehr häufig.

## Varietäten
Es werden zwei Varietäten unterschieden: var. polycarpon mit mehr oder weniger aufrechten und geraden Kapseln ohne Kropf, und var. strumiferum mit stärker geneigten, gekrümmten und deutlich kropfigen Kapseln. Letztere wird teilweise auch als selbständige Art Cynodontium strumiferum aufgefasst, wobei aber eine klare Abgrenzung nicht immer problemlos möglich ist.

## Standortansprüche und Verbreitung
Das Moos ist kalkmeidend und wächst gewöhnlich auf Silikatgestein mit dünner Humusauflage an sonnig-trockenen bis feucht-schattigen Standorten, seltener auf Baumborke, morschem Holz oder versauertem Waldboden.
In Europa kommt es zerstreut bis gebietsweise häufig von den unteren Gebirgslagen bis über die Waldgrenze hinaus vor. Weitere Vorkommen gibt es in Teilen Asiens und in Nordamerika.